# Üçkabaağaç, Yenice
Üçkabaağaç là một xã thuộc huyện Yenice, tỉnh Çanakkale, Thổ Nhĩ Kỳ. Dân số thời điểm năm 2011 là 221 người.